# إميليو باوتيستا
إميليو باوتيستا (بالإسبانية: Emilio Bautista)‏ (4 فبراير 1898 – 2 يناير 1977) هو ملاكم إسباني راحل، مثّل بلاده في الألعاب الأولمبية الصيفية 1924.

## روابط خارجية
إميليو باوتيستا على موقع أوليمبيديا (الإنجليزية)